# Denílson de Oliveira
Denílson, teljes nevén: Denílson de Oliveira Araújo (São Paulo, 1977. augusztus 24. –), világbajnok brazil válogatott labdarúgó.
A brazil válogatott tagjaként részt vett az 1997-es és a 2001-es Copa Américán, az 1997-es konföderációs kupán, az 1998-as CONCACAF-aranykupán, illetve az 1998-as világbajnokságon és a 2002-es világbajnokságon.

## Sikerei, díjai
São Paulo
- Paulista bajnok (1): 1998
- Copa CONMEBOL (1): 1994
- Coppa Master CONMEBOL (1): 1996

Palmeiras
- Paulista bajnok (1): 2008

Real Betis
- Spanyol kupa (1): 2004–05

Brazília U20
- U20-as világbajnoki döntős (1): 1995

Brazília
- Világbajnok (1): 2002
- Konföderációs kupa győztes (1): 1997
- Copa América (1): 1997
- CONCACAF-aranykupa bronzérmes (1): 1998